# Rei do Mate
Rei do Mate é uma rede de casas de chá brasileira. A empresa surgiu em 1978 em São Paulo, criada por Kalil Nasraui e em 2015 contava com mais de 340 lojas espalhadas em 20 estados do país.

## História
A primeira loja foi fundada por Kalil Nasraui em São Paulo, perto do cruzamento das avenidas São João e Ipiranga sob o nome Casa do Mate em 1978. Em 20m² de área, eram oferecidas variações da receita de chá mate caseira do fundador, que podiam ser acrescidas com leite, limão, caju , tamarindo ou maracujá.

## Produtos
Os principais produtos comercializados na rede são chás, cafés e pães de queijo, mas opções de taças de açaí, sanduíches, sucos, bolos e doces também são encontradas no menu. Estima-se que sejam comercializados  1,2 milhões de copos de chá mate, 400 mil xícaras de café e 7 milhões de pães de queijo todos os anos.

## Nova franquia de containers para cidades menores
Em agosto de 2021, a revista Pequenas Empresas & Grandes Negócios publicou uma notícia sobre a aposta da rede em uma franquia de containers. Os containers ficarão instalados em cidades menores (acesse a foto do projeto aqui). A primeira unidade da franquia está em fase final de negociação e deve ser aberta ao público em breve no litoral paulista. O investimento inicial do container é de a partir de R$ 200 mil, metade do necessário para ter uma loja tradicional da rede. Além de possuir mobilidade, o container é aberto e permite o funcionamento em locais onde as lojas tradicionais, ou até mesmo os quiosques, não poderiam ser instalados.  O projeto surgiu paralelamente por um aumento na busca pelo quiosque da rede, que já existe há alguns anos. A rede pretende expandir os dois formatos reduzidos. O quiosque também permite o uso de mesas e cadeiras, assim como na loja, porém com um espaço físico menor. Um dos quiosques recentemente inaugurados foi no Shopping Patteo Olinda, em Pernambuco, possuindo um novo layout.

## Publicidade
A Rei do Mate é uma franquia muito conhecida também pela sua publicidade. A rede possui diversos comerciais, incluindo filmetes de 15 e 16 segundos feitos pela agência de publicidade VOO Propaganda (mostrando alguns dos produtos principais da rede); comerciais da rede patrocinando filmes; comerciais de 30 segundos disponíveis na internet e na TV, etc. Em seus comerciais, a rede destaca seus produtos principais, como: açaí na tigela, mate gelado, Tost, etc e também, às vezes, produtos novos.